# Ducados ernestinos

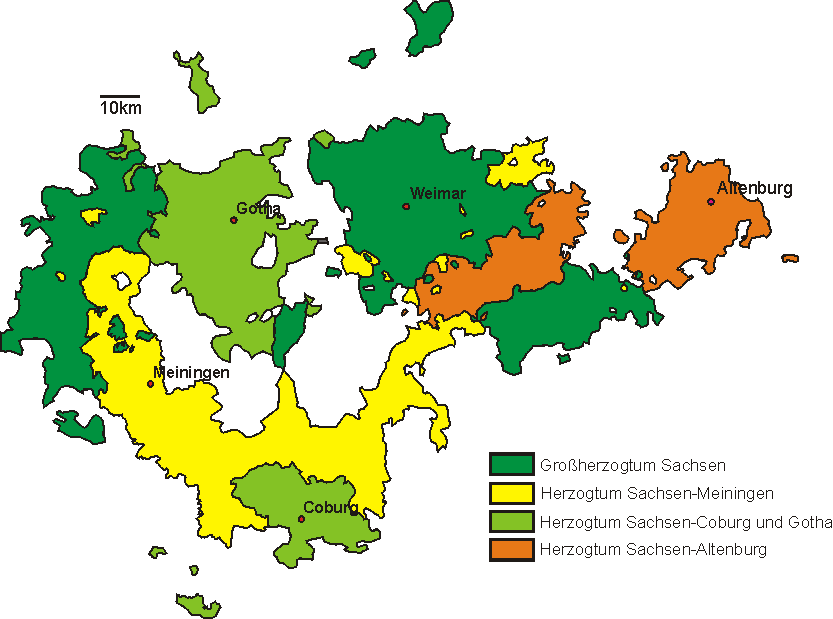
Los ducados ernestinos en Turingia desde 1825

Los ducados ernestinos eran un conjunto de antiguos ducados situados en el actual estado federado alemán de Turingia. Estos pequeños estados, algunos de los cuales permanecieron independientes hasta la unificación de 1918, fueron gobernados por duques de la línea ernestina de la casa de Wettin. Del inicial landgraviato de Turingia se fueron fraccionando y a veces reunificando a lo largo de los siglos XVII, XVIII y XIX. También llamados ducados sajones (la casa de Wettin provenía del ducado de Sajonia), junto con los Estados de las casas de Schwarzburgo y Reuss, formaron en Turingia un complejo entramado de microestados conocidos en general como Estados turingios.

## Historia general

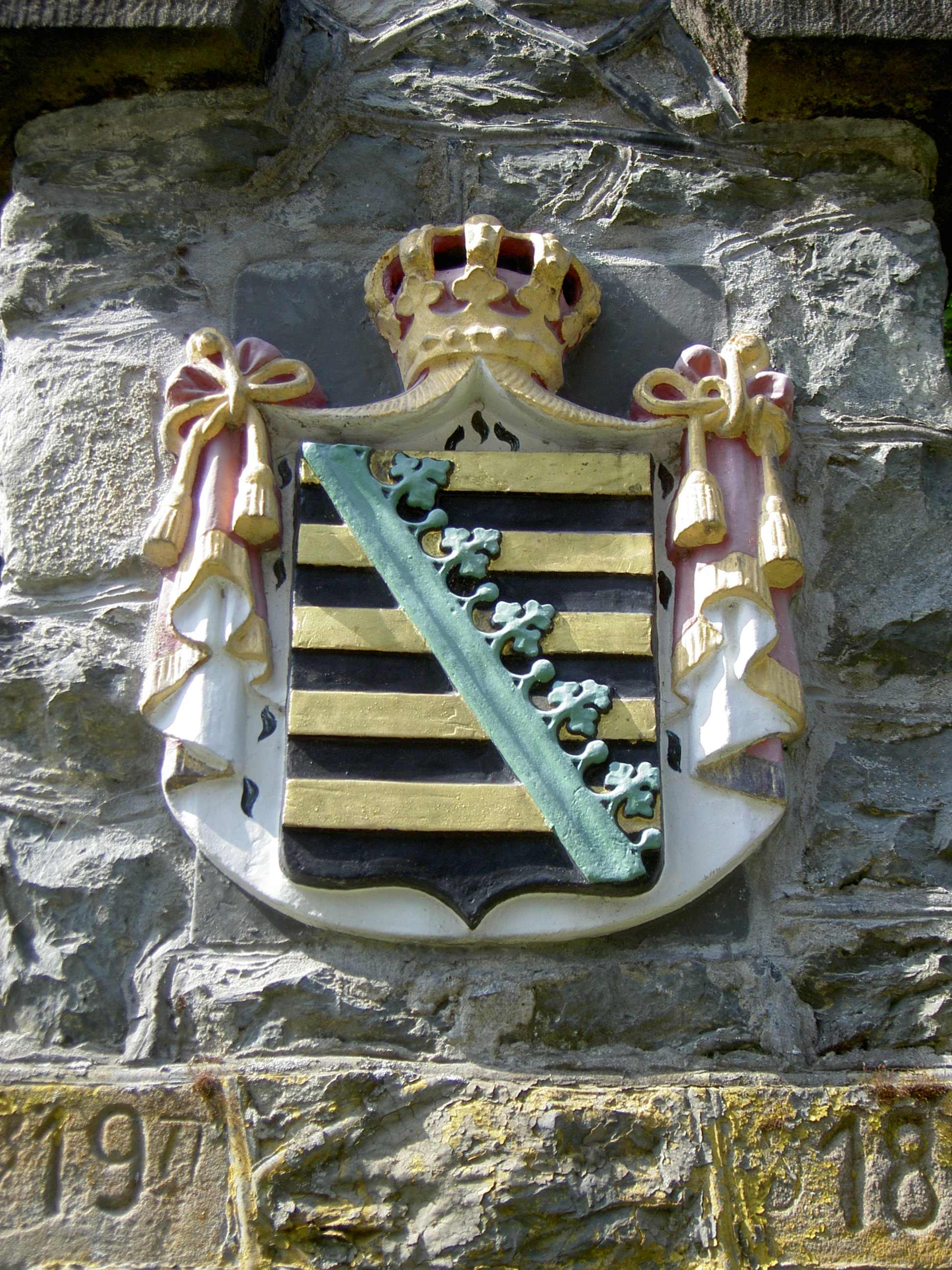
Escudo de los Wettin ernestinos.

En 1554 Juan Federico I, el Magnánimo dividió el landgraviato de Turingia entre sus dos hijos: Juan Federico II gobernó desde Gotha y el segundo, Juan Guillermo, desde Weimar. A la muerte del primero en 1566, Juan Guillermo pretendió controlar todo el territorio pero los hijos de Juan Federico reclamaron sus derechos. En 1572, mediante el acuerdo llamado la división de Erfurt, se formaron los primeros ducados: el de Sajonia-Coburgo para el hijo mayor, Juan Casimiro, y el de Sajonia-Eisenach para su hermano menor, Juan Ernesto II. Juan Guillermo se quedó con el de Sajonia-Weimar, que comprendía también los territorios de Altenburgo, Gotha y Meiningen. Un año después, al morir Juan Guillermo, su primogénito Federico Guillermo I recibió todos sus territorios con el título de duque de Sajonia-Altenburgo excepto Sajonia-Weimar que pasó al hijo menor Juan II.
La línea primogénita de Juan II, encarnada en Guillermo IV el Grande, gobernó el grupo de ducados de Weimar-Eisenach-Jena hasta 1918, cuando pasaron a formar parte del estado de Turingia.
La segunda línea de Ernesto I el Piadoso, que en 1672 había unificado el resto de los ducados, experimentó nuevas subdivisiones. En 1680 los hijos de Ernesto I se repartieron el ducado de la siguiente forma:
- Federico I el Ducado de Sajonia-Gotha-Altenburgo, línea extinguida en 1825, los territorios pasan al Ducado de Sajonia-Coburgo-Saalfeld que se convierte en Ducado de Sajonia-Coburgo-Gotha.
- Alberto el Ducado de Sajonia-Coburgo, extinguida en 1699 pasa a Saalfeld.
- Bernardo el Ducado de Sajonia-Meiningen, perdura hasta 1918.
- Enrique el Ducado de Sajonia-Römhild, se extingue en 1707 y se reparte entre Meiningen y Hildburghausen.
- Cristian el Ducado de Sajonia-Eisenberg, extinguida en 1707 pasa a Gotha-Altenburgo
- Ernesto el Ducado Sajonia-Hildburghausen, en 1826 Federico de Sajonia-Hildburghausen cede sus territorios a Meiningen y se convierte en Duque de Sajonia-Altenburgo (2.º Casa) que perdura hasta 1918.
- Juan Ernesto el Ducado de Sajonia-Saalfeld, en 1699 se convierte en el Ducado de Sajonia-Coburgo-Saalfeld y en 1825 en el Ducado de Sajonia-Coburgo-Gotha que perdura hasta 1918.

De esta forma, en el momento de la unión con el estado de Turingia en 1918 había cuatro ducados independientes: Gran Ducado de Sajonia-Weimar-Eisenach, Ducado de Sajonia-Coburgo-Gotha, Ducado de Sajonia-Meiningen y Ducado de Sajonia-Altenburgo.
Aunque su importancia política dentro del Imperio alemán es menor, las casas ducales de estos territorios dieron, por medio de matrimonio o elección, casas reales a diversas monarquías europeas cuyo trono estaba vacante: Inglaterra, Bélgica, Portugal o Bulgaria.

## Ducados ernestinos
Se pueden agrupar en cuatro conjuntos de ducados que desarrollan una historia paralela y a veces coincidente.

### Weimar-Eisenach-Jena
- Ducado de Sajonia-Weimar (1572-1806)
- Ducado de Sajonia-Eisenach (1596-1638; 1640-1644; 1672-1806)
- Ducado de Sajonia-Marksuhl (1662-1672)
- Ducado de Sajonia-Jena (1672-1690)
- Ducado de Sajonia-Weimar-Eisenach (1809-1918), Gran ducado desde 1815.

### Coburgo-Gotha
- Ducado de Sajonia-Coburgo-Eisenach (1572-1596)
- Ducado de Sajonia-Coburgo (1596-1633; 1681-1699)
- Ducado de Sajonia-Gotha (1640-1680)
- Ducado de Sajonia-Gotha-Altenburgo (1681-1826)
- Ducado de Sajonia-Eisenberg (1680-1707)
- Ducado de Sajonia-Saalfeld (1680-1735)
- Ducado de Sajonia-Coburgo-Saalfeld (1735-1826)
- Ducado de Sajonia-Coburgo-Gotha (1826-1918)

### Altenburgo
- Ducado de Sajonia-Altenburgo (1603-1672; 1826-1918)

### Meiningen-Hildburghausen
- Ducado de Sajonia-Meiningen (1681-1918)
- Ducado de Sajonia-Hildburghausen (1680-1826)
- Ducado de Sajonia-Römhild (1680-1710)

## Cuadro cronológico de las particiones de los ducados ernestinos
| 1464-1554   | Electorado de Sajonia • Ernesto, 1464-1486, hijo de Federico II de Sajonia • Federico III el Sabio, 1486-1525, hijo de Ernesto • Juan el Constante, 1525-1532, hijo de Ernesto • Co-gobernantes: • Juan Federico I, el Magnánimo, 1532-1554 (solo desde 1542), hijo de Juan • Juan Ernesto, 1532-1542, hijo de Juan | Electorado de Sajonia • Ernesto, 1464-1486, hijo de Federico II de Sajonia • Federico III el Sabio, 1486-1525, hijo de Ernesto • Juan el Constante, 1525-1532, hijo de Ernesto • Co-gobernantes: • Juan Federico I, el Magnánimo, 1532-1554 (solo desde 1542), hijo de Juan • Juan Ernesto, 1532-1542, hijo de Juan | Electorado de Sajonia • Ernesto, 1464-1486, hijo de Federico II de Sajonia • Federico III el Sabio, 1486-1525, hijo de Ernesto • Juan el Constante, 1525-1532, hijo de Ernesto • Co-gobernantes: • Juan Federico I, el Magnánimo, 1532-1554 (solo desde 1542), hijo de Juan • Juan Ernesto, 1532-1542, hijo de Juan | Electorado de Sajonia • Ernesto, 1464-1486, hijo de Federico II de Sajonia • Federico III el Sabio, 1486-1525, hijo de Ernesto • Juan el Constante, 1525-1532, hijo de Ernesto • Co-gobernantes: • Juan Federico I, el Magnánimo, 1532-1554 (solo desde 1542), hijo de Juan • Juan Ernesto, 1532-1542, hijo de Juan | |
| 1554        | Juan Federico I dividió el ducado entre sus tres hijos. | Juan Federico I dividió el ducado entre sus tres hijos. | Juan Federico I dividió el ducado entre sus tres hijos. | Juan Federico I dividió el ducado entre sus tres hijos. | Juan Federico I dividió el ducado entre sus tres hijos. |
| 1554-1565   | Ducado de Sajonia-Gotha • Juan Federico III, 1554-1565 | Ducado de Sajonia-Weimar • Juan Guillermo, 1554-1573 | Ducado de Sajonia-Weimar • Juan Guillermo, 1554-1573 | Ducado de Sajonia-Eisenach y Sajonia-Coburgo • Juan Federico II, 1554-1566 | Ducado de Sajonia-Eisenach y Sajonia-Coburgo • Juan Federico II, 1554-1566                                                                                 |
| 1565-1566   | | Ducado de Sajonia-Weimar • Juan Guillermo, 1554-1573 | Ducado de Sajonia-Weimar • Juan Guillermo, 1554-1573 | Ducado de Sajonia-Eisenach y Sajonia-Coburgo • Juan Federico II, 1554-1566 | Ducado de Sajonia-Eisenach y Sajonia-Coburgo • Juan Federico II, 1554-1566                                                                                 |
| 1566-1572   | | | | | |
| 1572        | División de Erfurt (los ducados ernestinos se reorganizaron y se volvieron a dividir entre los dos hijos de Juan Federico II y el hijo de Juan Guillermo). | División de Erfurt (los ducados ernestinos se reorganizaron y se volvieron a dividir entre los dos hijos de Juan Federico II y el hijo de Juan Guillermo). | División de Erfurt (los ducados ernestinos se reorganizaron y se volvieron a dividir entre los dos hijos de Juan Federico II y el hijo de Juan Guillermo). | División de Erfurt (los ducados ernestinos se reorganizaron y se volvieron a dividir entre los dos hijos de Juan Federico II y el hijo de Juan Guillermo). | División de Erfurt (los ducados ernestinos se reorganizaron y se volvieron a dividir entre los dos hijos de Juan Federico II y el hijo de Juan Guillermo). |
| 1572-1596   | Ducado de Sajonia-Weimar • Federico Guillermo I, 1572-1602, hijo mayor de Juan Guillermo (después de la muerte de Federico Guillermo I, la tierra se dividió entre sus hijos pequeños y su hermano.) | Ducado de Sajonia-Weimar • Federico Guillermo I, 1572-1602, hijo mayor de Juan Guillermo (después de la muerte de Federico Guillermo I, la tierra se dividió entre sus hijos pequeños y su hermano.) | Ducado de Sajonia-Weimar • Federico Guillermo I, 1572-1602, hijo mayor de Juan Guillermo (después de la muerte de Federico Guillermo I, la tierra se dividió entre sus hijos pequeños y su hermano.) | Principado de Sajonia-Coburgo-Eisenach • Co-gobernantes (hijos de Juan Federico II): • Juan Casimiro, 1572-1596 • Juan Ernesto, 1572-1596 | Principado de Sajonia-Coburgo-Eisenach • Co-gobernantes (hijos de Juan Federico II): • Juan Casimiro, 1572-1596 • Juan Ernesto, 1572-1596                  |
| 1596        | Ducado de Sajonia-Weimar • Federico Guillermo I, 1572-1602, hijo mayor de Juan Guillermo (después de la muerte de Federico Guillermo I, la tierra se dividió entre sus hijos pequeños y su hermano.) | Ducado de Sajonia-Weimar • Federico Guillermo I, 1572-1602, hijo mayor de Juan Guillermo (después de la muerte de Federico Guillermo I, la tierra se dividió entre sus hijos pequeños y su hermano.) | Ducado de Sajonia-Weimar • Federico Guillermo I, 1572-1602, hijo mayor de Juan Guillermo (después de la muerte de Federico Guillermo I, la tierra se dividió entre sus hijos pequeños y su hermano.) | En 1596 los hermanos acordaron dividirlo entre ellos. | En 1596 los hermanos acordaron dividirlo entre ellos. |
| 1596-1602   | Ducado de Sajonia-Weimar • Federico Guillermo I, 1572-1602, hijo mayor de Juan Guillermo (después de la muerte de Federico Guillermo I, la tierra se dividió entre sus hijos pequeños y su hermano.) | Ducado de Sajonia-Weimar • Federico Guillermo I, 1572-1602, hijo mayor de Juan Guillermo (después de la muerte de Federico Guillermo I, la tierra se dividió entre sus hijos pequeños y su hermano.) | Ducado de Sajonia-Weimar • Federico Guillermo I, 1572-1602, hijo mayor de Juan Guillermo (después de la muerte de Federico Guillermo I, la tierra se dividió entre sus hijos pequeños y su hermano.) | Ducado de Sajonia-Coburgo • Juan Casimiro, 1596-1633 (después de la muerte de Juan Casimiro sin herederos, su herencia pasó a su hermano más joven.) – – – – – → | Ducado de Sajonia-Eisenach • Juan Ernesto, 1596-1633 – – – – – →                                                                                           |
| 1602-1605   | --- | Ducado de Sajonia-Altenburgo • Co-gobernantes (hijos de Federico Guillermo I y sobrinos de Juan II): • Juan Felipe, 1603-1639, • Federico, 1603-1625 • Juan Guillermo, 1603-1632 • Federico Guillermo II, 1603-1669 (único gobernante desde 1639) • Federico Guillermo III, 1669-1672 | • Juan II, 1602-1605, 2.º hijo de Juan Guillermo | Ducado de Sajonia-Coburgo • Juan Casimiro, 1596-1633 (después de la muerte de Juan Casimiro sin herederos, su herencia pasó a su hermano más joven.) – – – – – → | Ducado de Sajonia-Eisenach • Juan Ernesto, 1596-1633 – – – – – →                                                                                           |
| 1605-1633   | --- | Ducado de Sajonia-Altenburgo • Co-gobernantes (hijos de Federico Guillermo I y sobrinos de Juan II): • Juan Felipe, 1603-1639, • Federico, 1603-1625 • Juan Guillermo, 1603-1632 • Federico Guillermo II, 1603-1669 (único gobernante desde 1639) • Federico Guillermo III, 1669-1672 | • Sus ocho hijos gobiernan juntos: • Juan Ernesto I, el Joven (1605-1620) • Federico (1605-1622) • Guillermo IV (1605-1640) • Alberto (1606-1640) • Juan Federico IV (1606-1628) • Ernesto I (1606-1640) • Federico Guillermo (1606-1619) • Bernardo (1606-1639) (en 1640 se divide el ducado)                      | Ducado de Sajonia-Coburgo • Juan Casimiro, 1596-1633 (después de la muerte de Juan Casimiro sin herederos, su herencia pasó a su hermano más joven.) – – – – – → | Ducado de Sajonia-Eisenach • Juan Ernesto, 1596-1633 – – – – – →                                                                                           |
| 1633-1638   | --- | Ducado de Sajonia-Altenburgo • Co-gobernantes (hijos de Federico Guillermo I y sobrinos de Juan II): • Juan Felipe, 1603-1639, • Federico, 1603-1625 • Juan Guillermo, 1603-1632 • Federico Guillermo II, 1603-1669 (único gobernante desde 1639) • Federico Guillermo III, 1669-1672 | • Sus ocho hijos gobiernan juntos: • Juan Ernesto I, el Joven (1605-1620) • Federico (1605-1622) • Guillermo IV (1605-1640) • Alberto (1606-1640) • Juan Federico IV (1606-1628) • Ernesto I (1606-1640) • Federico Guillermo (1606-1619) • Bernardo (1606-1639) (en 1640 se divide el ducado)                      | Ducado de Sajonia-Coburgo-Eisenach • Juan Ernesto, 1633-1638 | Ducado de Sajonia-Coburgo-Eisenach • Juan Ernesto, 1633-1638                                                                                               |
| 1638-1640   | --- | Ducado de Sajonia-Altenburgo • Co-gobernantes (hijos de Federico Guillermo I y sobrinos de Juan II): • Juan Felipe, 1603-1639, • Federico, 1603-1625 • Juan Guillermo, 1603-1632 • Federico Guillermo II, 1603-1669 (único gobernante desde 1639) • Federico Guillermo III, 1669-1672 | • Sus ocho hijos gobiernan juntos: • Juan Ernesto I, el Joven (1605-1620) • Federico (1605-1622) • Guillermo IV (1605-1640) • Alberto (1606-1640) • Juan Federico IV (1606-1628) • Ernesto I (1606-1640) • Federico Guillermo (1606-1619) • Bernardo (1606-1639) (en 1640 se divide el ducado)                      | Extinto (después de la muerte de Juan Ernesto sin herederos, su principado se dividió entre Sajonia-Weimar y Sajonia-Altenburgo.) | Extinto (después de la muerte de Juan Ernesto sin herederos, su principado se dividió entre Sajonia-Weimar y Sajonia-Altenburgo.)                          |
| 1640-1672   | Ducado de Sajonia-Gotha • Ernesto I el Piadoso (1640-1675) (en 1641 incorporó el Ducado Sajonia-Coburgo y en 1672 con el Ducado de Sajonia-Altenburgo.) | Ducado de Sajonia-Altenburgo • Co-gobernantes (hijos de Federico Guillermo I y sobrinos de Juan II): • Juan Felipe, 1603-1639, • Federico, 1603-1625 • Juan Guillermo, 1603-1632 • Federico Guillermo II, 1603-1669 (único gobernante desde 1639) • Federico Guillermo III, 1669-1672 | • Guillermo IV, el Grande (1640-1662) en solitario (división del ducado, escindiendo Sajonia-Gotha) • Juan Ernesto II (1662-1683) • Juan Ernesto III (1683-1707) | Extinto (después de la muerte de Juan Ernesto sin herederos, su principado se dividió entre Sajonia-Weimar y Sajonia-Altenburgo.) | Extinto (después de la muerte de Juan Ernesto sin herederos, su principado se dividió entre Sajonia-Weimar y Sajonia-Altenburgo.)                          |
| 1672-1675   | Ducado de Sajonia-Gotha • Ernesto I el Piadoso (1640-1675) (en 1641 incorporó el Ducado Sajonia-Coburgo y en 1672 con el Ducado de Sajonia-Altenburgo.) | Extinto, la herencia pasó a la línea de Sajonia-Weimar | • Guillermo IV, el Grande (1640-1662) en solitario (división del ducado, escindiendo Sajonia-Gotha) • Juan Ernesto II (1662-1683) • Juan Ernesto III (1683-1707) | Extinto (después de la muerte de Juan Ernesto sin herederos, su principado se dividió entre Sajonia-Weimar y Sajonia-Altenburgo.) | Extinto (después de la muerte de Juan Ernesto sin herederos, su principado se dividió entre Sajonia-Weimar y Sajonia-Altenburgo.)                          |
| 1675-1680   | • Federico I (1675-1680) | Extinto, la herencia pasó a la línea de Sajonia-Weimar | • Guillermo IV, el Grande (1640-1662) en solitario (división del ducado, escindiendo Sajonia-Gotha) • Juan Ernesto II (1662-1683) • Juan Ernesto III (1683-1707) | Extinto (después de la muerte de Juan Ernesto sin herederos, su principado se dividió entre Sajonia-Weimar y Sajonia-Altenburgo.) | Extinto (después de la muerte de Juan Ernesto sin herederos, su principado se dividió entre Sajonia-Weimar y Sajonia-Altenburgo.)                          |
| 1680-varios | Ducado de Sajonia-Gotha-Altenburgo (1680-1826) • Federico I, que era el 7.º hijo, heredó de su padre, pero solo conservó los territorios propiamente de Gotha y los de Altenburgo, quedando constituido el nuevo ducado de Sajonia-Gotha-Altenburgo, ya que fue cediendo a sus hermanos menores en 1680 para formar nuevos ducados. • Alberto (8.º hijo), el Ducado de Sajonia-Coburgo (1680-1735) • Bernardo (9.º hijo), el Ducado de Sajonia-Meiningen 1680-1918) (Meiningen, Wasungen, Salzungen, Untermassfeld, Frauenbreitungen, etc.) • Enrique (10.º hijo), el ducado de Sajonia-Römhild (1680-1710) • Cristian (11.º hijo), el Ducado de Sajonia-Eisenberg (Camburg, Roda, Ronneburg y Eisenberg) • Ernesto (13.º hijo), el Ducado de Sajonia-Hildburghausen (Heldburg, Eisfeld, Hildburghausen, en 1683 Königsberg, en 1705 Sonnefeld y Behringen) • Juan Ernesto (15.º hijo), el Ducado de Sajonia-Saalfeld (en 1681 Saalfeld, Gräfenthal y Probstzella, en 1682 Pössneck, en 1714 Römhild y parte de Themar) | Ducado de Sajonia-Gotha-Altenburgo (1680-1826) • Federico I, que era el 7.º hijo, heredó de su padre, pero solo conservó los territorios propiamente de Gotha y los de Altenburgo, quedando constituido el nuevo ducado de Sajonia-Gotha-Altenburgo, ya que fue cediendo a sus hermanos menores en 1680 para formar nuevos ducados. • Alberto (8.º hijo), el Ducado de Sajonia-Coburgo (1680-1735) • Bernardo (9.º hijo), el Ducado de Sajonia-Meiningen 1680-1918) (Meiningen, Wasungen, Salzungen, Untermassfeld, Frauenbreitungen, etc.) • Enrique (10.º hijo), el ducado de Sajonia-Römhild (1680-1710) • Cristian (11.º hijo), el Ducado de Sajonia-Eisenberg (Camburg, Roda, Ronneburg y Eisenberg) • Ernesto (13.º hijo), el Ducado de Sajonia-Hildburghausen (Heldburg, Eisfeld, Hildburghausen, en 1683 Königsberg, en 1705 Sonnefeld y Behringen) • Juan Ernesto (15.º hijo), el Ducado de Sajonia-Saalfeld (en 1681 Saalfeld, Gräfenthal y Probstzella, en 1682 Pössneck, en 1714 Römhild y parte de Themar) | • Guillermo IV, el Grande (1640-1662) en solitario (división del ducado, escindiendo Sajonia-Gotha) • Juan Ernesto II (1662-1683) • Juan Ernesto III (1683-1707) | | |

## Galería

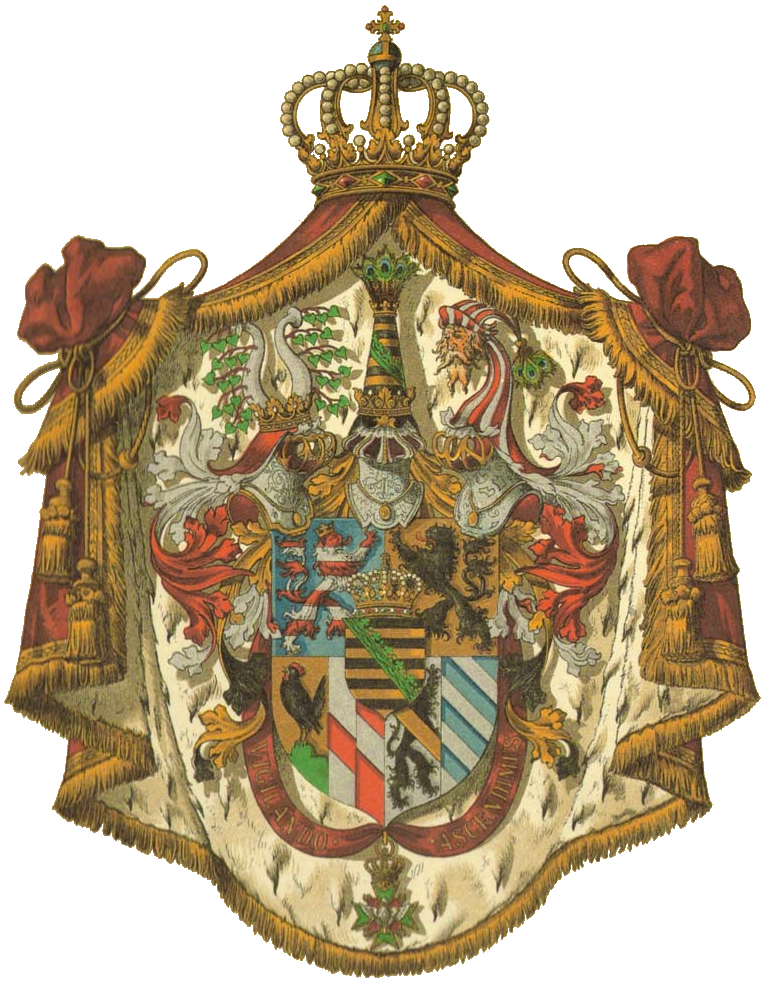
Gran Ducado de Sajonia-Weimar-Eisenach
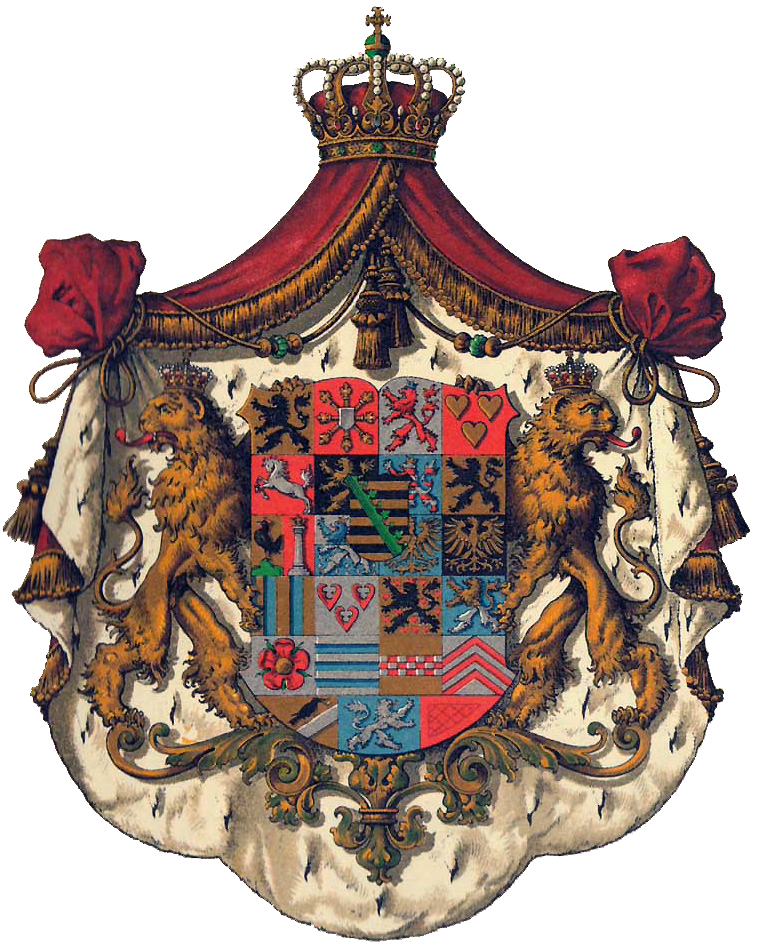
Ducado de Sajonia-Coburgo y Gotha
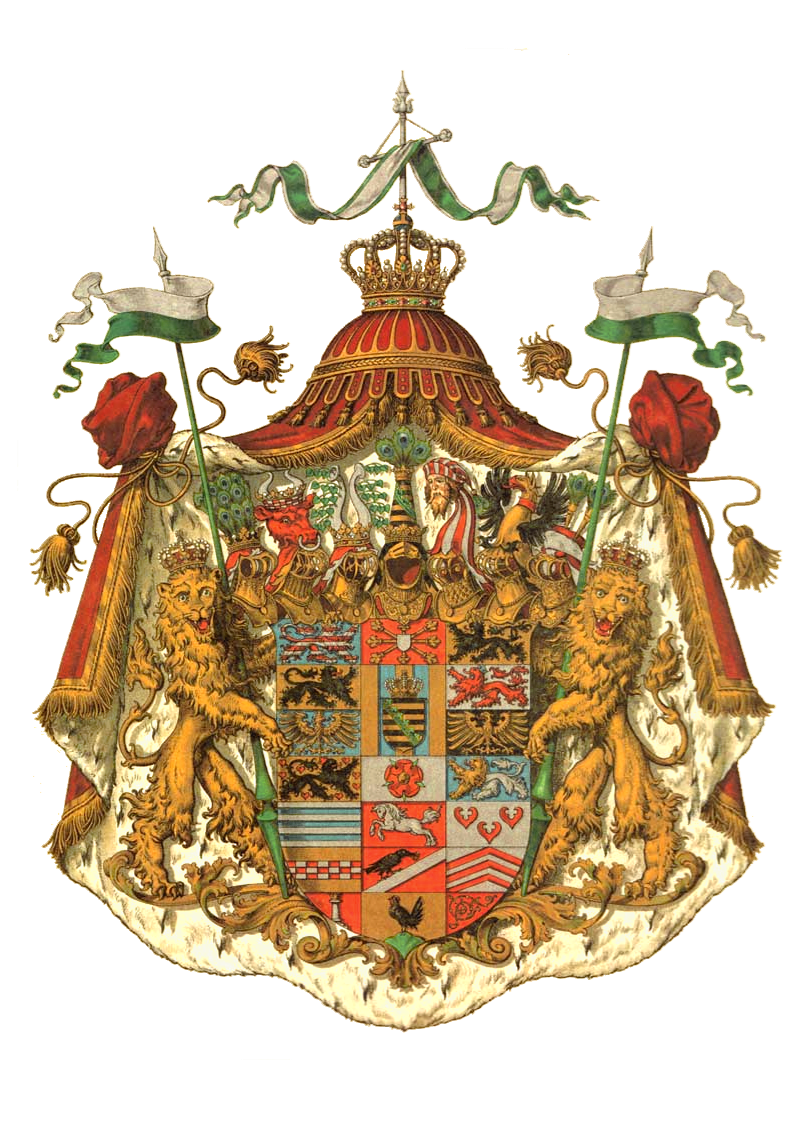
Ducado de Sajonia-Altenburgo
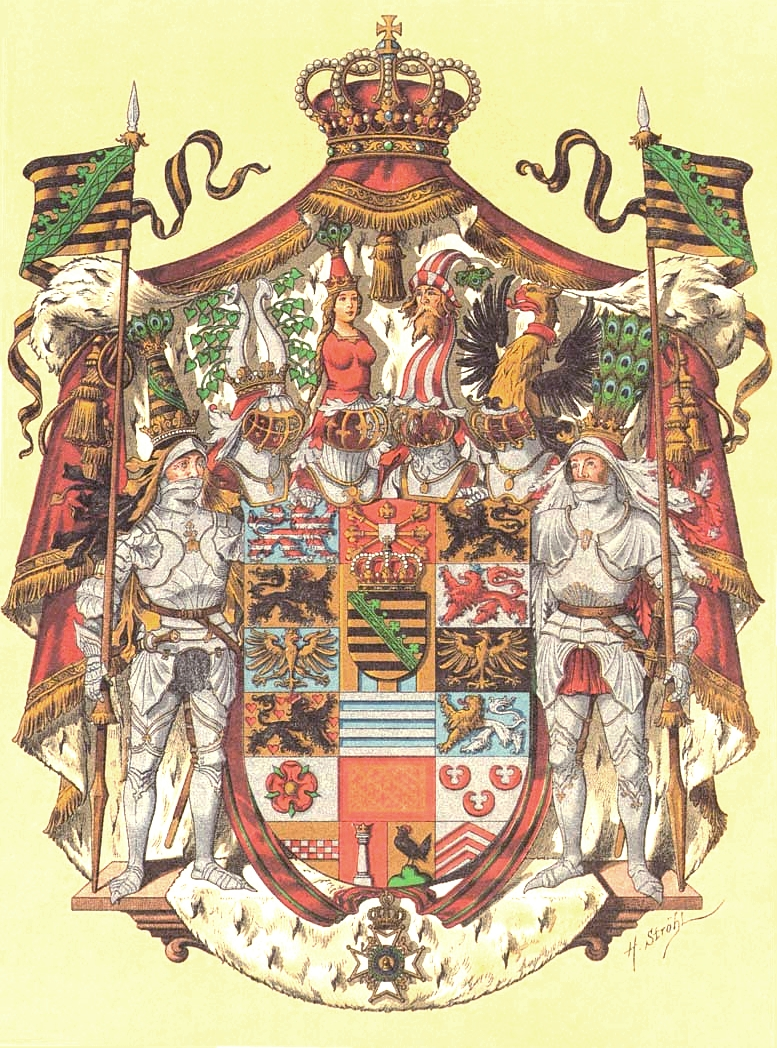
Ducado de Sajonia-Meiningen
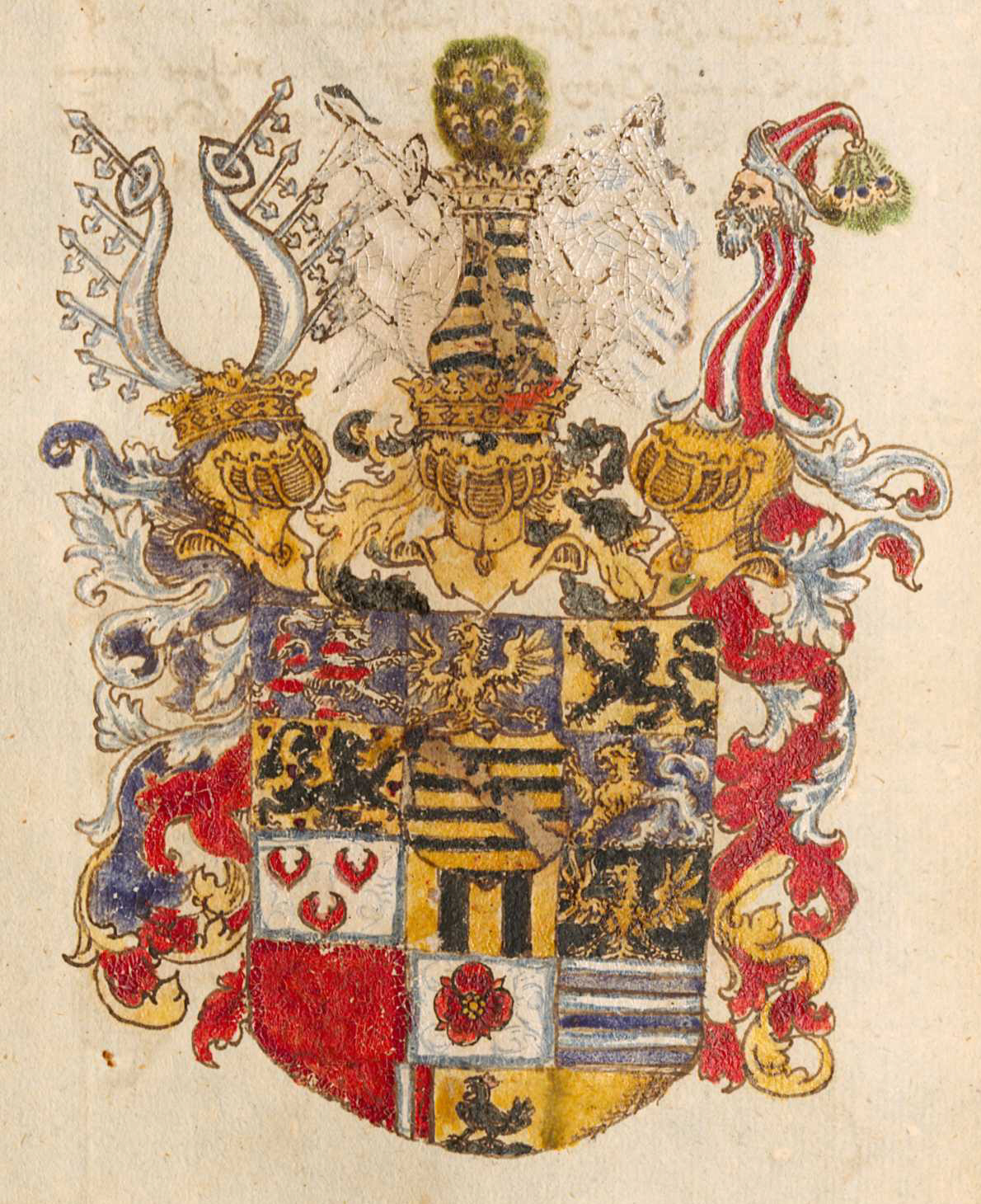
Ducado de Sajonia-Coburgo
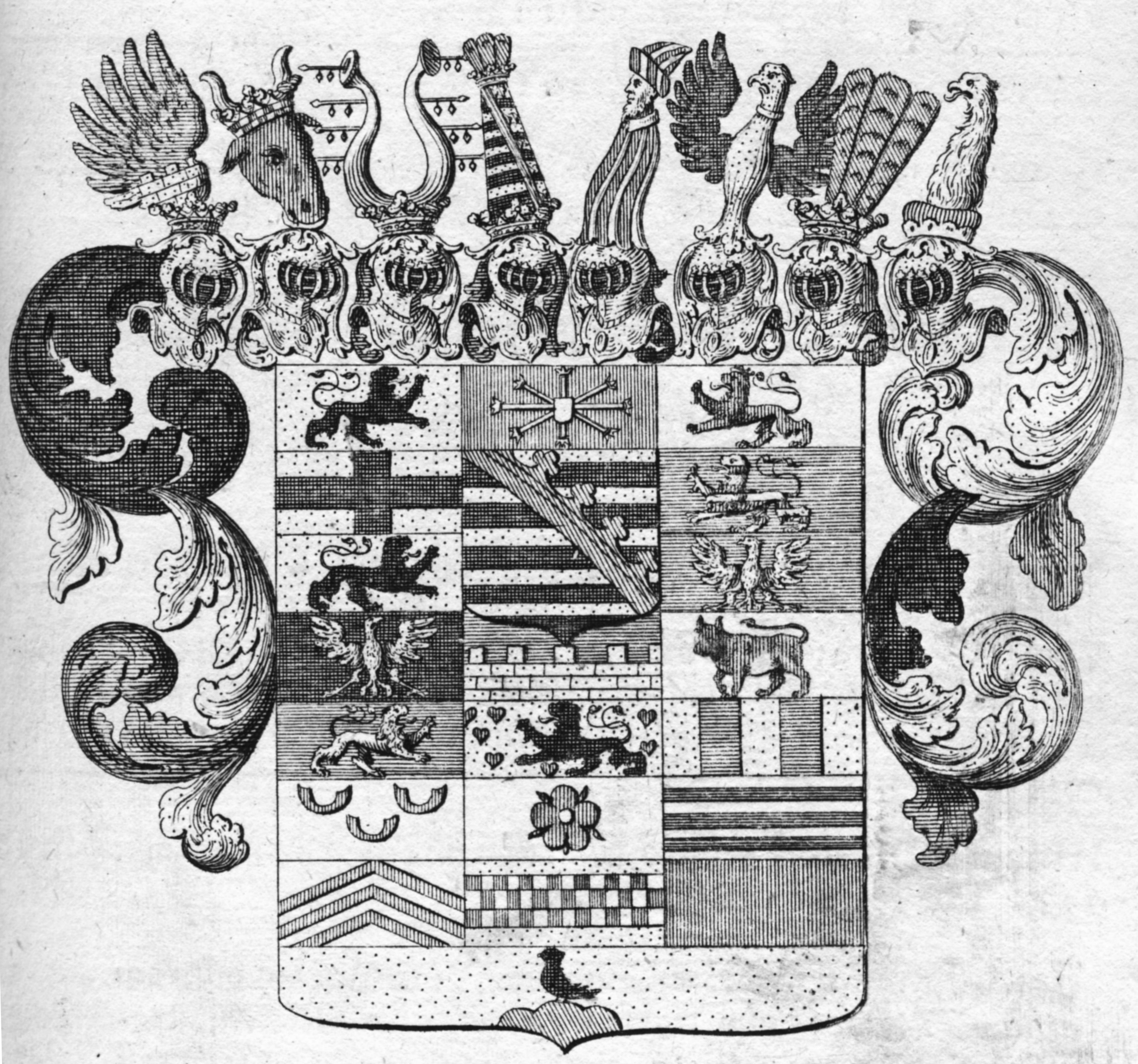
Ducado de Sajonia-Merseburg